# 夜の終る時
『夜の終る時』（よるのおわるとき）は、結城昌治の警察小説。第17回日本推理作家協会賞受賞作。

## テレビドラマ

### 1979年版
1979年11月17日にテレビ朝日系「土曜ワイド劇場」枠で放送された。
キャスト
- 室田日出男

### 1991年版
1991年2月18日にテレビ東京系「月曜・女のサスペンス」として放送された。主演は永島敏行。
キャスト
- 安田刑事 - 永島敏行
- 菅井部長刑事 - 石橋蓮司
- 関口隆夫 - 須藤雅宏
- 宮坂千枝 - 山口いづみ
- 「ストーク」のママ - 内藤やす子
- 石田太郎、益富信孝、段田安則、坂本長利 ほか

スタッフ
- 原作 - 結城昌治「夜の終る時」
- 脚本 - 長尾啓司
- 監督 - 松原信吾
- 技術協力 - 映広
- プロデュース - 不破敏之、名島徹
- 製作 - テレビ東京、レオナ（現：レオナ企画）

### 2007年版
2007年12月10日にTBS系「月曜ゴールデン」で放送された。主演は岸谷五朗。
ノンキャリアの叩き上げ刑事が不遇を憂いで欲に走り、その結果、殺人を犯す。恰も事件を捜査する刑事を演じ、他の同僚刑事たちの目を攪乱するが、行動に不可解な点が徐々に露見していき、不審に思った同僚の後輩刑事に真相を暴かれ、逮捕されるまでを描く。刑事ドラマでありながら主人公の刑事が真犯人だったという珍しい作品である。
キャスト
- 菅井（富士見警察署刑事課刑事） - 岸谷五朗
- 千枝（菅井の恋人で宮坂の元妻） - 余貴美子
- 安田 - 鳥羽潤
- 瀬尾（富士見警察署刑事課刑事） - 京本政樹
- 阿部 - 甲本雅裕
- 徳持（富士見警察署刑事課刑事） - 根本博成
- 森戸 - 東根作寿英
- 別所ひろ子 - 橘実里
- 関口（元暴力団員） - 樽沢勇紀
- 千葉（関口の弟分） - ウド鈴木
- 野見山 - 団時朗
- 宮坂（元強盗犯で千枝の元夫） - 平井賢治
- 腰木（富士見警察署刑事課刑事） - 寺田農
- 大沢（富士見警察署刑事課長） - 西岡徳馬
- バーのママ - 江口ナオ
- 鈴木ヤスシ、浜田晃、松井紀美江、久保晶、松阪隆子、伊藤幸純（小松医師）　ほか

スタッフ
- 製作 - ザ・ワークス、TBS
- 演出 - 真船禎
- 脚本 - 鎌田敏夫
- 殺陣 - 城谷光俊
- カースタント - スーパードライバーズ
- 技術協力 - テイクシステムズ
- 美術協力 - テレビ朝日クリエイト
- 音響効果 - スワラプロダクション
- 編集・MA - ザ・チューブ
- プロデュース - 山本一夫、井上由紀

## 映画
1964年に「どろ犬」のタイトルで映画化された。
キャスト
- 菅井部長刑事 - 大木実
- 宮坂千代 - 原知佐子
- 安田刑事 - 高城裕二
-  ? - 北原しげみ
- 山口 - 西村晃
- 森戸係長 - 高橋昌也
- 瀬尾刑事 - 大村文武
- 徳持刑事 - 井川比佐志
- 千葉 - 田中邦衛
- 腰木刑事 - 織田政雄
- 野見山収 - 中山昭二
-  ? - 須藤健
- 阿部刑事 - 亀石征一郎
- 川上弁護士 - 春日俊二
-  ? - 清水元
- 松田署長 - 神田隆

スタッフ
- 原作 - 結城昌治「夜の終る時」
- 脚本 - 池田一朗
- 監督 - 佐伯孚治
- 製作 - 東映東京